# Tit Ligari
Tit Ligari (en llatí Titus Ligarius) va ser un magistrat romà del segle i aC. Era germà de Quint Ligari (Quintus Ligarius) i segurament de Publi Ligari (Publius Ligarius).
Amb Juli Cèsar va ser qüestor en data incerta.
Va morir a les proscripcions dels triumvirs de l'any 43 aC juntament amb dos germans. El nom d'un d'ells no es coneix amb certesa, però seria molt probablement Publi Ligari.